# Hamborg Hallig
Hamborg Hallig (tysk Hamburger Hallig, nordfrisisk: Hamborjer Håli) er en tidligere hallig (≈ uinddæmmet småø) i det nordfrisiske vadehav ved Sydslesvigs vestkyst med et areal på ca. 50 ha, 550 ha saltenge, to værfter og en kro. 1970 blev vejen udbygget med betonplader og det koster 6 euro at benytte betonvejen med bil. Halligen er hele året et yndet udflugtsmål for ca. 80.000 endags-turister, der nyder vadehavsnaturen, et ophold på kroen og om sommeren den gode badestrand.

## Historie
Navnet Hamborg Hallig opstod, da brødrene Rudolf og Arnold Amsinck fra Hamborg i 1624 købte øen og inddigede den i 1628. Øen udgjorde tidligere den nordøstlige del af øen Strand. På grund af stormfloden i 1634 gik store dele af Strand under, kun resterne som Pelvorm og Nordstrand blev bevaret. Den nordøstlige del af øen Strand kom efter inddigningen til at hedde Amsinck Kog (tysk Amsinckkoog). Området har siden 1932 været en del af nationalparken Slesvig-Holstensk Vadehav.
I løbet af det 17. århundrede forsvandt Amsinck Kogs diger og Hamborg Hallig opstod. 1875 blev halligen forbundet med fastlandet via en 4 km lang dæmning til Sönke-Nissen Koog på fastlandet. Hamborg Halligs vestkyst er sikret med diger, og de indvundne 550 ha saltenge på begge sider af dæmningen har udviklet sig til et værdifuldt naturreservat med ni rugende fuglearter.
1928 blev Sönke-Nissen-Koog på fastlandet inddiget og 1970 blev vejen mellem fastlandet og halligen udbygget med betonplader. 1964 blev der installeret vandforsyning og elgenerator og først i 2002 kom elektricitet fra fastlandet.

## Infrastruktur
Hamborg Halligs hovedværft har tre bygninger: Kroen „Hallig Krog“, der har åbent fra 1. april til 31. oktober, et servicehus for nationalparkens personale og vadehavsværksted med udstilling og laboratorium. 300 meter syd for hovedværftet ligger der kobjerget (Kuhberg), et lavt værft uden bygninger, som fungerer som redningshøj for får ved "Landunter".
På fastlandet umiddelbart før vejen over til Hamborg Hallig ligger service og informationscenteret "Amsinck-Haus". Der er udlejning af cykler, toilet, parkeringsplads og informationer om seværdigheder, historie og om det specielle vadehavlandskabs natur og kultur. Centeret informerer også om mulighederne for vadehavsvandringer, halligføringer, skibsture og badning i det nordfrisiske vadehavsområde.
54°35′58″N 8°49′08″Ø / 54.59944°N 8.81889°Ø